# Ванадзор (станция)
Ванадзо́р (арм. Վանաձոր) — железнодорожная станция на правом берегу реки Дебед в одноимённом городе, третьем по величине городе Армении, административном центре Лорийской области. На станции расположен один из трёх крупных вокзалов Армянской железной дороги.

## Расположение и перспективы строительства
Станция расположена на однопутной электрифицированной линии Гюмри — Айрум. Ещё 20 лет назад планировалось построить ветку от ст. Ванадзор до ст. Фиолетово, но проект не был реализован. Сейчас актуальность строительства находится на высоком уровне и проводятся активные обсуждения по поводу строительства двадцатикилометрового участка железной дороги, которая соединит линию Гюмри — Айрум с линией Раздан — Иджеван. В конце 1990-х гг. актуальность строительства была связана с преодолением последствий Спитакского землетрясения. Ныне строительство необходимо по другим причинам:
- расстояние по железной дороге из Еревана до грузинской границы сократится на треть, что позволит не только снизить стоимость перевозок, но и повысить конкурентоспособность предприятий Армении за счёт более быстрой доставки грузов;
- Армения имеет преимущественно однопутную железную дорогу, а строительство данного участка фактически создаст железнодорожное кольцо, которое поглотит этот недостаток за счёт кругового движения поездов и тем самым увеличит пропускную способность вдвое;
- улучшится транспортная связь между Ширакской и Лорийской областями с одной стороны и Тавушской, Гегаркуникской и Котайкской областями с другой;
- в случае строительства железной дороги Армения — Иран появится возможность быстрее доставлять транзитный грузы по направлению Иран — Грузия через ст. Айрум и Иран — Турция через ст. Ахурян, причём минуя столицу Армении Ереван;
- предварительная стоимость реализации проекта составляет 30 млн долларов, а сроки реализации проекта составляют один год.

## Модернизация станции
В октябре 2010 года была проведена модернизация стрелочных переводов станции Ванадзор. Впервые на Южно-Кавказской железной дороге использованы стрелочные переводы на железобетонных брусьях, позволяющих проходить станцию с большей, чем ранее, скоростью.

## Деятельность
С 2010 годов пригородное сообщение отсутствует.
- Скорый поезд № 372 Ереван — Тбилиси. В состав поезда входят 6 вагонов: по одному почтовому, общему, плацкартному, купейному, вагону-ресторану и спальному вагону. Поезд из Еревана прибывает по нечётным в 1:45, остановка составляет 6 минут и поезд отправляется со ст. Ванадзор в 1:51. Обратно, из Тбилиси поезд № 371 прибывает по чётным в 0:23, остановка составляет 10 минут и поезд отправляется в 0:33.
- Скорый летний поезд № 202 Ереван — Батуми. Традиционно данный поезд призначается каждый год на летний сезон, чтобы обеспечить возможность отдыха на море. Поезд из Еревана прибывает по чётным в 4:17, остановка составляет 10 минут и в 4:27 поезд отправляется в Батуми. Обратно, из Батуми поезд № 201 прибывает по нечётным в 1:05 и через 5 минут, в 1:10 поезд отправляется в Ереван.

## Фото

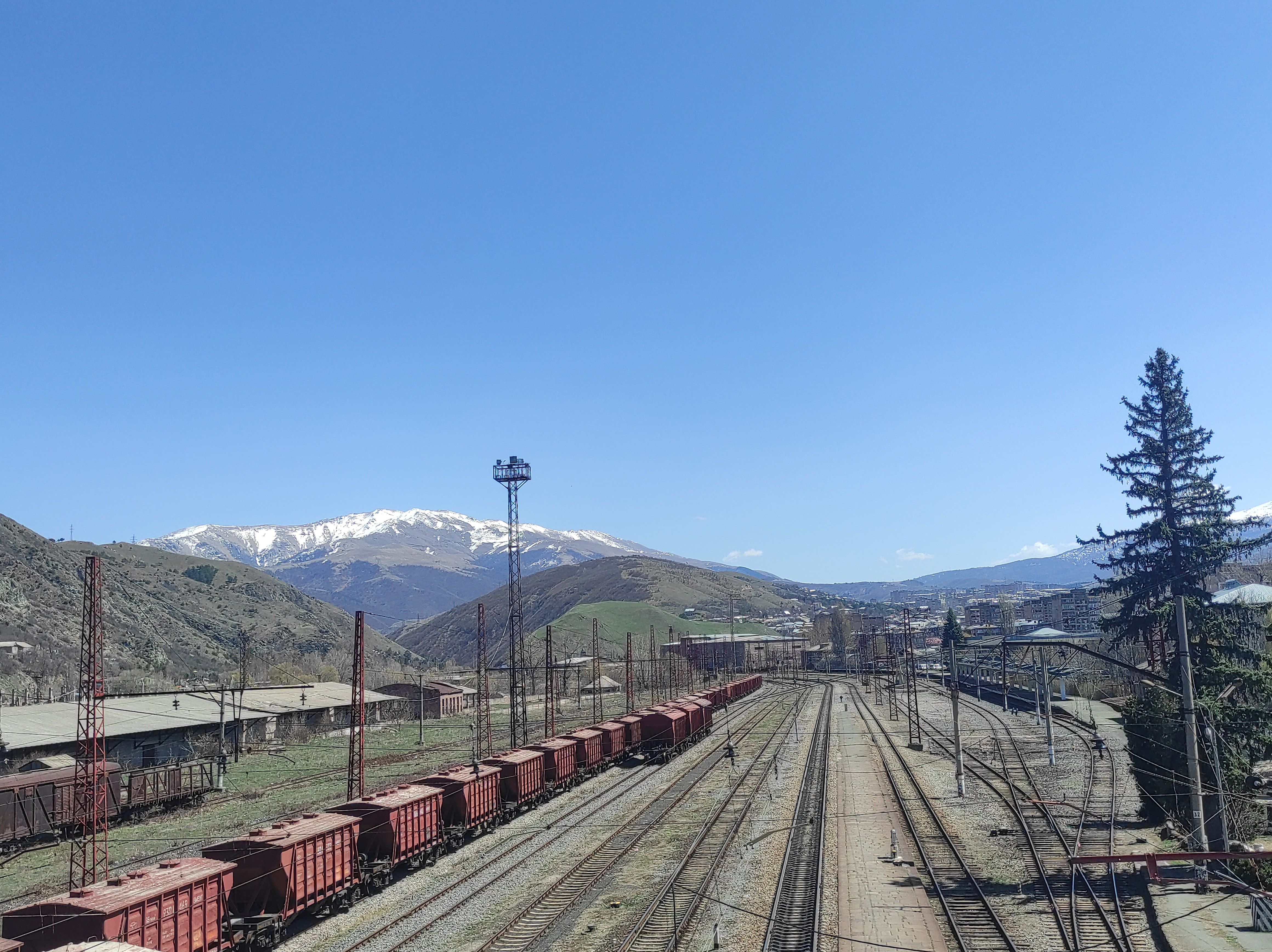
Вид на станционные пути с пешеходного моста
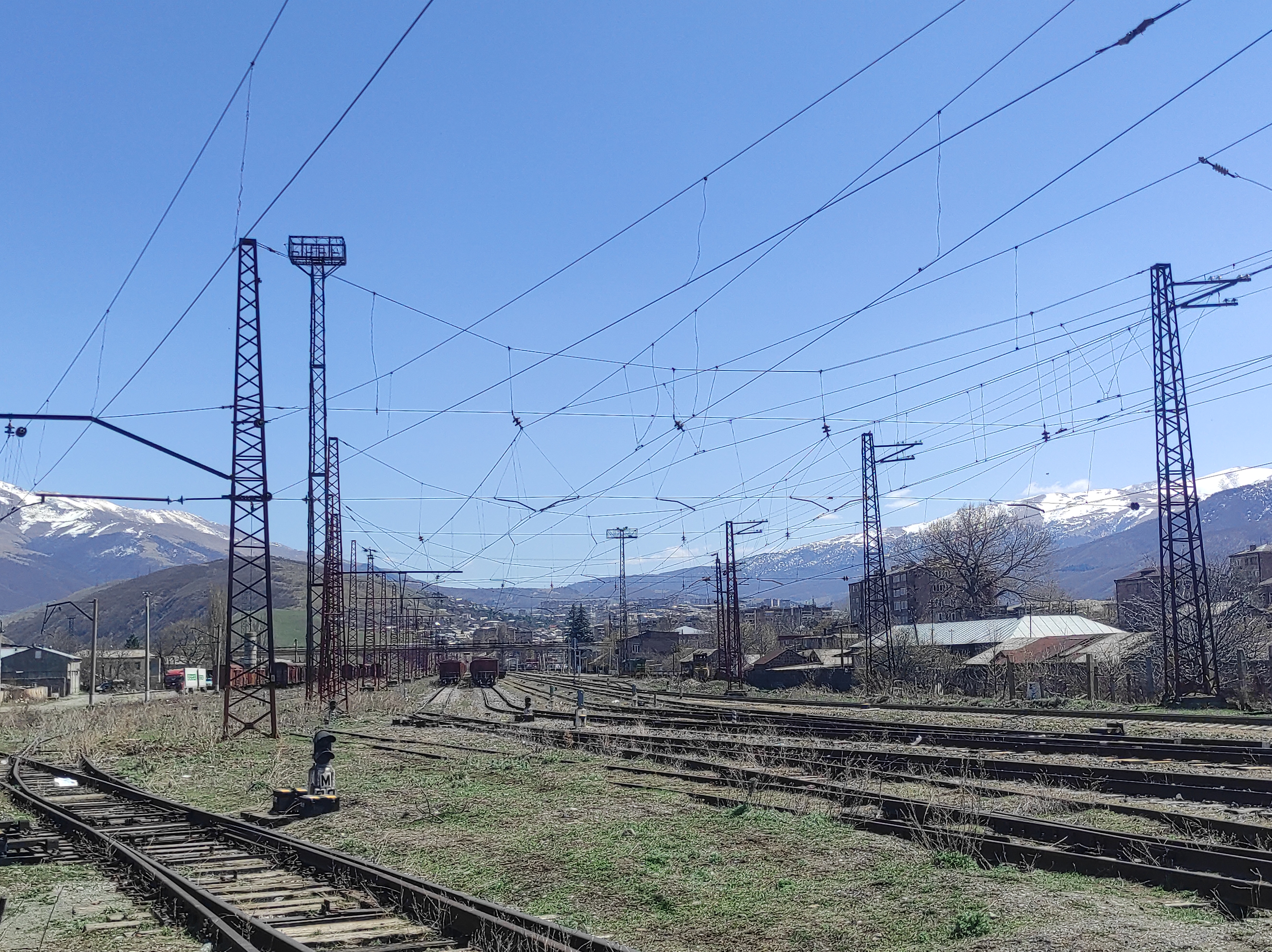
Станционные пути